# Стела из Даватија
Стела из Даватија ( груз. დავათის სტელა ) је кречњачка стела у облику крста, са барељефом, која приказује Богородицу поред арханђела Михаила и Гаврила, са једним од најранијих натписа на грузијском писму Асомтаврули. Горњи део стеле за који се претпоставља да је представљао Спасовдан (Вазнесење Христово) је сломљен и изгубљен. Датира из 4. до 5 века. Стела је откривена 1985. године у малој цркви Богородице у планинском селу Давати, општина Душети, у источној Грузији.  Чува се у националном музеју Грузије. 
Стајаћа фигура Девице Марије представља јединствен иконографски тип Богородице, који потиче од најстаријег „Ходигитријског типа“. Поред фигура Богородице и детета Исуса налазе се "сажети" натписи; "Света Марија" и "Исус Христ". Стеле или камени крстови ("квајвари" на грузијском) су култни споменици исклесани од камена који су били типични за ранохришћанско раздобље у Грузији (око 300-750. п. н. е.). Многе од ових стела преживеле су јер су поново коришћене као грађевински материјал за цркве подигнуте у средњем веку и раном модерном добу.

## Претпоставке
Грузијски научник Рамин Рамишвили претпоставља да комбинација слова ႩႲႽ одговара броју 5320 (5000 + 300 + 20, односно Ⴉ [к] + Ⴒ [т] + Ⴝ [ч]), што може да означи, према грузијским бројевима, годину 284. п. н. е, наводни датум стварања првог грузијског писма.